# Michał Sikorski (aktor)
Michał Sikorski (ur. 5 września 1995 w Wadowicach) – polski aktor filmowy i teatralny. Laureat Nagrody za debiut aktorski podczas 46. Festiwalu Polskich Filmów Fabularnych w Gdyni za rolę w filmie Sonata.

## Życiorys
W 2020 roku ukończył studia na Wydziale Aktorskim Akademii Sztuk Teatralnych im. Stanisława Wyspiańskiego w Krakowie. Od 2023 aktor Teatru Dramatycznego w Warszawie. W latach 2019–2023 występował w zespole Teatru Polskiego w Poznaniu.

## Filmografia
- Ostatni garnitur (2017) jako Piotrek w wieku 19 lat
- Czuwaj (2017) jako Harcerz
- Wszyscy moi przyjaciele nie żyją (2020) jako Tomek
- Czarna owca (2021) jako Paweł „Pablo”
- Otwórz oczy (2021) jako Paweł
- Sonata (2021) jako Grzegorz Płonka
- Masz ci los! (2021) jako Przemek
- Pewnego razu na krajowej jedynce (2022) jako Wojtek Słomka
- 1670 (2023) jako Jakub Adamczewski
- Freestyle (2023) jako Mąka
- Polish Dream (2023) jako Sławek Bogacki
- Wujek Foliarz (2025) jako Szybki

## Spektakle teatralne

### Teatr Polski w Poznaniu
- Hamlet / ГАМЛЕТ wg Williama Shakespeare’a oraz Heinera Müllera w reż. Mai Kleczewskiej
- Drugi spektakl w reż. Anny Karasińskiej
- Krakowiacy i Górale (Wojciech Bogusławski) w reż. Michała Kmiecika
- Nana (2021) w reż. Moniki Pęcikiewicz
- Morderstwo w Utopii w reż. Grzegorza Laszuka
- Cudzoziemka (Maria Kuncewiczowa) w reż. Katarzyny Minkowskiej
- EXTRAVAGANZA o religii (Joanna Drozda, Jędrzej Burszta, Wojciech Kaniewski) w reż. Joanny Drozdy
- Ulisses J. Joyce'a w reż. Mai Kleczewskiej

### Teatr Dramatyczny m.st. Warszawy
- Podwójny z frytkami J. Czaplińskiego w reż. Piotra Pacześniaka
- Antygona w Molenbeek w reż. Anny Smolar[2]